# 5let
5let (czyt. Ötlet, z węg. „Pomysł”) – nieistniejąca już węgierska synthpopowa grupa muzyczna. Zespół został założony pod koniec lat 80. przez klawiszowca Zsolta Horvátha, wokalistę Andrása Móré i DJ Candymana. W 1993 roku został wydany jedyny album zespołu, Nem tetszem neked, który odniósł sukces na Węgrzech i zajął 32. miejsce na liście Top 40 album- és válogatáslemez-lista. W 1995 roku Hozsó odszedł do zespołu Kozmix, a Vitamin – do Happy Gang.

## Dyskografia
- Nem tetszem neked (1993)